# OEZ
OEZ (от Orlicke elektrotechnicke zavody) — чешская компания, разработчик и производитель низковольтного электротехнического оборудования, входит в концерн Siemens. Штаб-квартира OEZ находится в Чехии, в городе Летоград. Основана в 1941 году. Число сотрудников — 1700 человек.
В настоящее время буквы OEZ ассоциируются с маркой, которая гарантирует комплектное предложение продуктов и услуг в области электрозащиты электрических цепей и оборудования низкого напряжения. OEZ располагает собственными производственными и исследовательскими мощностями и тесно сотрудничает с научно-исследовательскими учреждениями и вузовским сектором.

## Руководители
- Ing. Roman Schiffer — генеральный директор, учредитель компании
- Markus Tappert — финансовый директор, учредитель компании
- Ing. Radim Adamec — коммерческий директор

## История
- 1941 — основание фирмы
- 1949 — строительство завода на месте настоящего местонахождения головного офиса компании
- 1952 — в названии компании впервые появляются три буквы OEZ — Орлицкие электротехнические заводы
- 1994 — возникновение ООО «OEZ Letohrad s. r. o.», в результате приватизации производственной части государственного предприятия «OEZ Letohrad s.p.» (владельцами общества становятся шесть чешских предпринимателей)
- 1995 — основано ООО «OEZ Slovakia, spol. s. r. o.»
- 1998 — получение сертификата сохранения охраны окружающей среды в соответствии со стандартом ISO14001
- 2001 — смена названия компании с OEZ Letohrad s.r.o. на OEZ s.r.o.; основаны дочерние компании в Германии и Великобритании
- 2002 — вступление в акционерные общества «Zkušebnictvi, a. s.» и ООО «Elektrorozvaděče, s. r. o.»
- 2003 — основание дочерних предприятий в Польше, на Украине и в России; Инж. Станислав Адамец был избран президентом Чешско-моравской электротехнической ассоциации ElA
- 2004 — закончено строительство административного здания
- 2005 — представление новой группы продукции — распределительных щитов и распределительных шкафов Distri
- 2006 — представлением типа BC160 закончена разработка серии компактных автоматических выключателей Modeion; начало деятельности Благотворительного фонда «Будущее»
- 2006 — OEZ становится членом группы Siemens
- 2008 — строительство двух новых производственных цехов; представление и введение на рынок серии модульных приборов Minia
- 2009 — представление и введение на рынок серии коммутационных и управляющих приборов Conteo; закончена интеграция OEZ в структуру концерна Siemens
- 2010 — строительство нового цеха для производства воздушных автоматических выключателей; перевод в Чехию производства из Берлина; реконструкция и расширение испытательной лаборатории
- 2011 — OEZ празднует 70 лет со дня основания компании

## Продукция компании

### Компактные автоматические выключатели MODEION
Компактными автоматическими выключателями Modeion обеспечивается защита электрооборудования от 12,5A до 1600A. К числу главных преимуществ данных устройств относятся функциональность конструкции, наличие сменных расцепителей тока и удобство монтажа.

### Воздушные автоматические выключатели ARION
Воздушные выключатели ARION обеспечивают защиту электрооборудования до 6300A. Высокая коммутационная способность воздушных выключателей гарантирует надёжность работы даже в режиме высоких нагрузок. Наличие блокировочного оборудования защищает от некомпетентного вмешательства и обеспечивает безопасность персонала.
Воздушные выключатели оснащены расцепителями максимального тока и широким спектром дополнительных аксессуаров, что обуславливает их безупречную работу в сложных производственных условиях. Возможно использование ретрофитов воздушных выключателей ARION — это оптимальное и целесообразное инженерное решение для замены устаревших выключателей AR и ARV без реконструкции распределительного щита.
Три типоразмера:
- Типоразмер I до 2000A
- Типоразмер II до 4000A
- Типоразмер III до 6300A

### Предохранительные системы VARIUS
Ассортимент программы предохранителей включает в себя ряд плавких вставок низкого напряжения для защиты распределительных и промышленных сетей.
- Силовые плавкие вставки
- Плавкие вставки для защиты полупроводников
- Шинные предохранительные разъединители
- Предохранительные рейки

### Модульные приборы MINIA
- Автоматические выключатели
- Устройства защитного отключения
- Защита от перенапряжения
- Остальные приборы: установочные реле и контакторы, многофункциональные реле времени, выключатели, источники питания, соединительные рейки

### Коммутационные и управляющие приборы CONTEO
Отключающая способность — до 100 кА, у контакторов большой механический срок службы до 30 млн включений.
- Контакторы ST, 3RT, 3RH и реле максимального тока SR
- Автоматические выключатели защиты двигателя SM1E (экономичные) и SM, 3RV (промышленные)
- Комбинации автоматических выключателей защиты двигателя
  - SM.., ST.. Приборы для прямого пуска
  - 3RA13.. Приборы для реверсивного пуска
  - 3RA14.. Приборы для пуска Y/D

### Распределительные щиты и шкафы DISTRI
- DistriTon: распределительные щиты до 198 модулей
- DistriSet: распределительные щиты для общего применения
- DISTRIbox: распределительные шкафы

## Награды
1997
- Золотой АМПЕР в Праге, Международная ярмарка электроники и электротехники, защитный выключатель BL 1600
- Золотая медаль в Брно, Международная машиностроительная ярмарка, защитный выключатель BL 1600
- Золотая медаль в Тренчине, Международная ярмарка электротехники, электроники и энергетики, защитный выключатель BL 1600

2001
- Золотой АМПЕР в Праге, Международная ярмарка электроники и электротехники, предохранительный выключатель FH 000
- Золотая медаль в Брно, Международная машиностроительная ярмарка, серия компактных автоматических выключателей «Modeion»
- Золотая медаль в Тренчине, Международная ярмарка электротехники, электроники и энергетики, серия компактных автоматических выключателей «Modeion»

2002
- Золотой АМПЕР в Праге, Международная ярмарка электроники и электротехники, серия компактных автоматических выключателей «Modeion»
- Награда Международной машиностроительной ярмарки в Нитре, серия компактных автоматических выключателей «Modeion»
- Expo Design 2002, за экспозицию на ярмарке АМПЕР 2002
- Золотой сертификат от Ассоциации по сертификации CQS, окончание интегрированных процессов управления

2005
- Золотая медаль в Пловдиве, Международная техническая ярмарка, предохранительные выключатели серии «VARIUS»

2006
- Золотая медаль в Пловдиве, Международная техническая ярмарка, серия компактных защитных выключателей «Modeion — BC 160»
- Золотой АМПЕР в Праге, Международная ярмарка электроники и электротехники, серия компактных защитных выключателей «Modeion — BC 160»

2007
Чешская премия и европейский финал EMAS (Eco-Management and Audit Scheme) в программе Европейской комиссии; награда за «эко-дизайн» произведённых приборов
2009
- «Чешское качество» и сертификат ESČ, серия модульных приборов Minia

2010
- Чешская премия и европейский финал EMAS; награждение за «эффективное использование источников»

## Референции
- Промышленность: АО «AGC Flat Glass Czech» (г. Теплице); АО «Škoda Auto» (г. Млада Болеслав); ООО «Bosch Diesel» (г. Иглава)
- Энергетика: ОАО «РусГидро», Нижегородская ГЭС и Кубанская ГЭС; ОАО «Холдинг МРСК», Белгородэнерго, Нижновэнерго, Тулэнерго, Орёлэнерго, Воронежэнерго; ОАО «МОЭСК»; ОАО «ОГК-6» Киришинская ГРЭС; АО «ENERGO — PRO» (Грузия), АО «ČEZ» — Угольная электростанция Почерады, химическая водоочистная станция; АО «ČEZ» — Атомная электростанция Темелин
- Нефтегазовый комплекс: «ТюменьТрансГаз»; ОАО «Газпромнефть»; ОАО «АК «Транснефть»
- Горнодобывающая отрасль: ДСУ, Лосненское месторождение (г. Смоленск); ООО «Базальт-Коми»; шахта «Садкинская», ОАО «Южная угольная компания»
- Химическая отрасль: Завод по производству полимерных добавок (Белгородский р‑он, с. Беломестное); АгроЧереповец, Фосагро (г. Апатиты)
- Металлургическая отрасль: ООО «Маяк-Техноцелл» (г. Пенза); ОАО «Ашинский металлургический завод»; ОАО «Ванадий-Тулачермет»
- Транспортная и городская инфраструктура: ОАО «Международный Аэропорт Сочи»; ГУП «Водоканал Санкт-Петербурга»; Тоннель Добровского (г. Брно); факультетская больница на Буловце (г. Прага); плавательный бассейн (г. Пардубице)

## Общественная деятельность
OEZ является прогрессивной, динамической клиентоориентированной компанией. Такая характеристика проявляется и в поддержке образования, здравоохранения и серии социальных проектов, включая область спорта. OEZ поддерживает спорт на областном, общегосударственном и международном уровнях. Так, в Летоградском регионе принимает участие в деятельности футбольного клуба, клуба биатлона и некоторых других видах спорта. Марку OEZ представляют наилучшие хоккейные и футбольные клубы, сборные команды и успешные медалисты олимпийских игр и чемпионатов мира.

## Сертификация
Контроль качества изделий осуществляется производителем на самом высоком уровне, что подтверждается сертификатом интегрированной системы управления и качества ISO 9001, окружающей среды, безопасности и охраны труда OHSAS 18001, а также сертификатами соответствия на каждое изделие.

## Галерея продукции
- Предохранительный разъединитель нагрузки OEZ Varuis